# Fraude nas urnas eletrônicas
A teoria da conspiração sobre fraude nas urnas eletrônicas alega que o sistema de votação eletrônico utilizado em diversos países, incluindo o Brasil, é suscetível a manipulações e fraudes. Essas alegações, no entanto, não são suportadas por evidências concretas e têm sido amplamente desmentidas por especialistas e autoridades eleitorais.

## Origens
As teorias da conspiração sobre fraude nas urnas eletrônicas começaram a ganhar força com a popularização do uso dessas máquinas em eleições. No Brasil, as primeiras alegações surgiram após a implementação das urnas eletrônicas nas eleições de 1996. Contudo, isso ganhou força no governo Bolsonaro.

## Principais alegações
- Manipulação de Software: Alega-se que o software das urnas pode ser alterado para favorecer determinados candidatos.[2]
- Interferência Externa: Teóricos da conspiração afirmam que hackers poderiam invadir o sistema, apesar das urnas não serem conectadas à internet.[3]
- Falhas na Totalização dos Votos: Há alegações de que os votos poderiam ser alterados durante a transmissão e totalização.[4]

## Desmentidos
- Auditorias e testes públicos: As urnas eletrônicas passam por rigorosos testes públicos e auditorias para garantir sua integridade.[3]
- Segurança do sistema: Especialistas afirmam que o sistema de votação eletrônico brasileiro é um dos mais seguros do mundo, com múltiplas camadas de segurança.[3]
- Falta de evidências: Desde a implementação das urnas eletrônicas, não houve comprovação de fraudes que alterassem o resultado das eleições.[3]

## Impacto na sociedade
As teorias da conspiração sobre fraude nas urnas eletrônicas têm gerado desconfiança no sistema eleitoral e podem levar a comportamentos nocivos, como a desobediência civil e a disseminação de desinformação.